# Royal Aircraft Factory R.E.7
Royal Aircraft Factory R.E.7 là một loại máy bay ném bom và trinh sát hạng nhẹ hai tầng cánh của Anh, do hãng Royal Aircraft Factory thiết kế, được Coventry Ordnance Works, Austin, Napier và Siddeley-Deasy chế tạo theo hợp đồng cho Quân đoàn Không quân Hoàng gia.

## Quốc gia sử dụng
Anh Quốc
- Quân đoàn Không quân Hoàng gia

## Tính năng kỹ chiến thuật (máy bay ném bom)
Dữ liệu lấy từ The Illustrated Encyclopedia of Aircraft (Part Work 1982-1985). Orbis Publishing. 1 tháng 1 năm 1988. tr. 2820.
Đặc điểm tổng quát
- Kíp lái: 2
- Chiều dài: 31 ft 10½ in (9.72 m)
- Sải cánh: 57 ft 0 in (17.37 m)
- Chiều cao: 12 ft 7 in (3.84 m)
- Diện tích cánh: 548 ft2 (50.91 m2)
- Trọng lượng rỗng: 2285 lb (1036 kg)
- Trọng lượng có tải: 3450 lb (1565 kg)
- Động cơ: 1 × RAF 4a kiểu động cơ piston V, 150 hp (112 kW)

Hiệu suất bay
- Vận tốc cực đại: 84 mph (135 km/h)
- Thời gian bay: 6 giờ  0 phút
- Trần bay: 6.500 ft (1980 m)

Vũ khí trang bị
- 1 x quả bom 336lb (152kg) hoặc
- các loại bom nhỏ với tổng trọng lượng 324lb (147kg)